# Europees supernetwerk

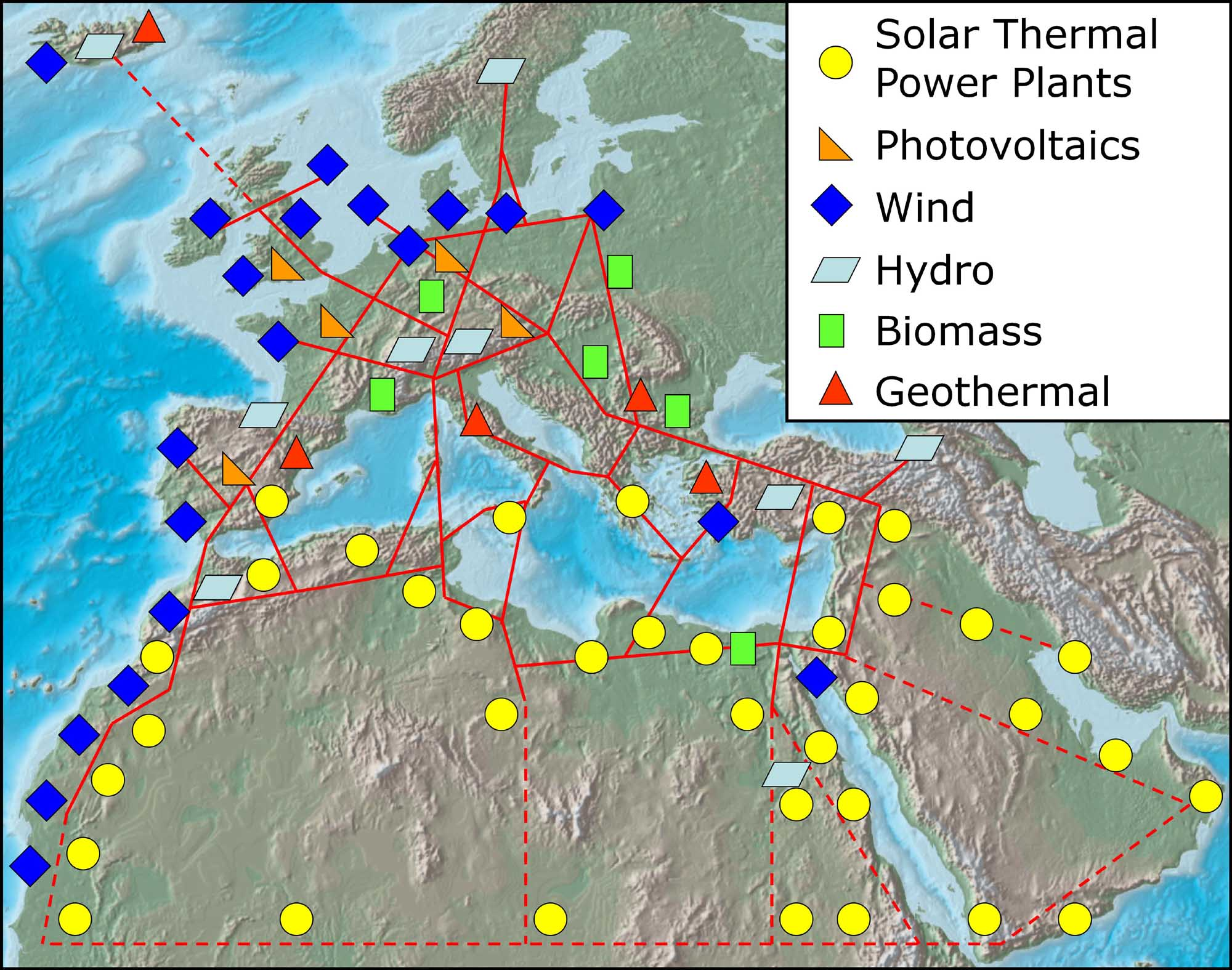
Een conceptueel plan voor een supernetwerk dat hernieuwbare energieprojecten zoals Desertec en Medgrid verbindt met Noord-Afrika, Europa en het Midden-Oosten en zou kunnen fungeren als ruggengraat voor het hypothetische superslimme netwerk

Lijst van hoogspanningsgelijkstroomprojecten die uiteindelijk onderdeel worden van het Europees supernetwerk. Rood= bestaande verbinding, groen= in aanbouw, blauw= voorgesteld

Het Europees supernetwerk (Engels: European super grid) is een voorgesteld elektriciteitsnetwerk dat in de eindfase een hoogspanningsgelijkstroomverbinding (interconnector) zou moeten vormen tussen verschillende Europese landen en gebieden rondom Europa, zoals Noord-Afrika, Kazachstan en Turkije.

## Voordelen
Als voordelen van een Europees supernetwerk wordt genoemd:
- Lagere elektriciteitskosten in alle deelnemende landen doordat in het gehele gebied de elektriciteit van de op dat moment doelmatigste opweklocaties kan worden gedeeld
- Het samenbrengen van verbruiksschommelingen en onzekerheid in elektriciteitsopwekking, waardoor de operationele reserve verminderd kan worden
- Toename van de toepassingsmogelijkheden van duurzame energie -vooral windenergie- vanuit de gedachte dat het ‘altijd ergens waait’. In Noord-Afrika waait het doorgaans in de zomer veel, terwijl dit in Europa ´s winters het geval is
- Mogelijkheid om het totale Europese waterkrachtvermogen te delen
- Afname van de Europese afhankelijkheid van geïmporteerde brandstoffen

## Voorgesteld netwerk
De uitvoerigste studie naar een Europees supernetwerk is verricht door Dr Gregor Czish van de Universiteit Kassel. Deze studie omvatte een elektriciteitsnetwerk dat Noord-Afrika, Oost-Europa, Noorwegen en IJsland verbindt. Er bestaan ook andere plannen voor een Europees supernetwerk, zoals:
- Baltic Energy Market Interconnection Plan, dat Denemarken, Estland, Finland, Duitsland, Letland, Litouwen, Polen, Zweden en Noorwegen zou omvatten
- Europagrid, voorgesteld door Europagrid Limited teneinde verscheidene Europese landen te verbinden waaronder het Verenigd Koninkrijk, Ierland, Nederland, België, Duitsland en Noorwegen
- North Sea Offshore Grid, een voorstel van de Europese Commissie dat in november 2008 werd bekendgemaakt. Het doel is om middels netinvesteringen in Duitsland, het Verenigd Koninkrijk, Frankrijk, Denemarken, Zweden, Nederland, België, Ierland en Luxemburg een Europa-breed supernetwerk tot stand te brengen[4]
- Low Grid, voorgesteld door Greenpeace om continentaal-Europese landen te verbinden, met name Duitsland, Nederland, België en Frankrijk[5]
- High grid, voorgesteld door Greenpeace om Europa en Noord-Afrika te verbinden, uitgaande van het installeren van zonne-energievermogen in Zuid-Europa
- ISLES, een plan gericht op het verbinden van Schotland, Noord-Ierland en Ierland met duurzame offshore-energieopwekking
- De All Islands Approach, gebaseerd op samenwerking tussen de Britse eilanden
- EU PowerNet. Een supernetwerk dat eigendom moet worden van een coöperatief bedrijf, dat bestuurd zou moeten worden door de transmissienetbeheerders van de deelnemende Europese landen. Dit model erkent de nationale soevereiniteit van de verschillende landen, terwijl tegelijkertijd interconnectoren met alle andere deelnemende staten worden gerealiseerd in plaats van enkel interconnectoren met buurlanden

## Evaluatie
Een rapport van het Finse adviesbureau Pöyry stelde dat een supernetwerk slechts een gedeeltelijke oplossing biedt voor het onderbroken en wisselvallige karakter van duurzame energieopwek. Hoewel het Pöyry-rapport concludeerde dat het spreiden van duurzame opweklocaties over Europa weliswaar zorgt voor een verzachting van dit probleem, kunnen grootschalige weerpatronen alsnog leiden tot dezelfde pieken en dalen in de duurzame energieopwek in de verschillende Europese landen. Het Pöyry-rapport beschouwde echter niet het voorgestelde uitgebreide supernetwerk uit het Czisch-onderzoek, wat de wisselvalligheid van de duurzame energieproductie verder zou kunnen verminderen.